# Xã 8, Quận Pratt, Kansas
Xã 8 (tiếng Anh: Township 8) là một xã thuộc quận Pratt, tiểu bang Kansas, Hoa Kỳ. Năm 2010, dân số của xã này là 133 người.